# Ecphorella wellmani
Espèce
Synonymes
- Tapinoma ecphorella wellmani Forel, 1909 - protonyme

Ecphorella wellmani est une espèce de fourmis endémique de l’Afrique. Actuellement c’est la seule espèce connue appartenant au genre Ecphorella de la sous-famille des Dolichoderinae.

## Description
Ecphorella wellmani mesure environ 2 mm et la couleur de son corps est brun.

## Étymologie
Son nom spécifique, wellmani, lui a été donné en l'honneur de l’entomologiste Creighton Wellman qui a recueilli les premiers spécimens au Benguela en Angola.

## Publication originale
- A. Forel, « Fourmis de Benguela récoltées par M. Creighton Wellman, et fourmis du Congo récoltées par MM. Luja, Kohl et Laurent », Annales de la Société entomologique de Belgique, Bruxelles, Société royale belge d’entomologie, vol. 53,‎ 1909, p. 51–73 (ISSN 0774-5915, OCLC 18759618, DOI 10.5962/BHL.PART.21869).